# بخش لارنس (شهرستان توسکاراواس، اوهایو)
بخش لارنس (به انگلیسی: Lawrence Township) یک منطقهٔ مسکونی در ایالات متحده آمریکا است که در شهرستان توسکاراوس، اوهایو واقع شده‌است.
 بخش لارنس ۶۹٫۰ کیلومتر مربع مساحت و ۵٬۲۴۱ نفر جمعیت دارد و ۲۸۶ متر بالاتر از سطح دریا واقع شده‌است.